# Майтенбет
Майтенбет (нім. Maitenbeth) — громада в Німеччині, розташована в землі Баварія. Підпорядковується адміністративному округу Верхня Баварія. Входить до складу району Мюльдорф. Центр об'єднання громад Майтенбет.
Площа — 30,94 км2. Населення становить 2061 ос. (станом на 31 грудня 2020).

## Галерея

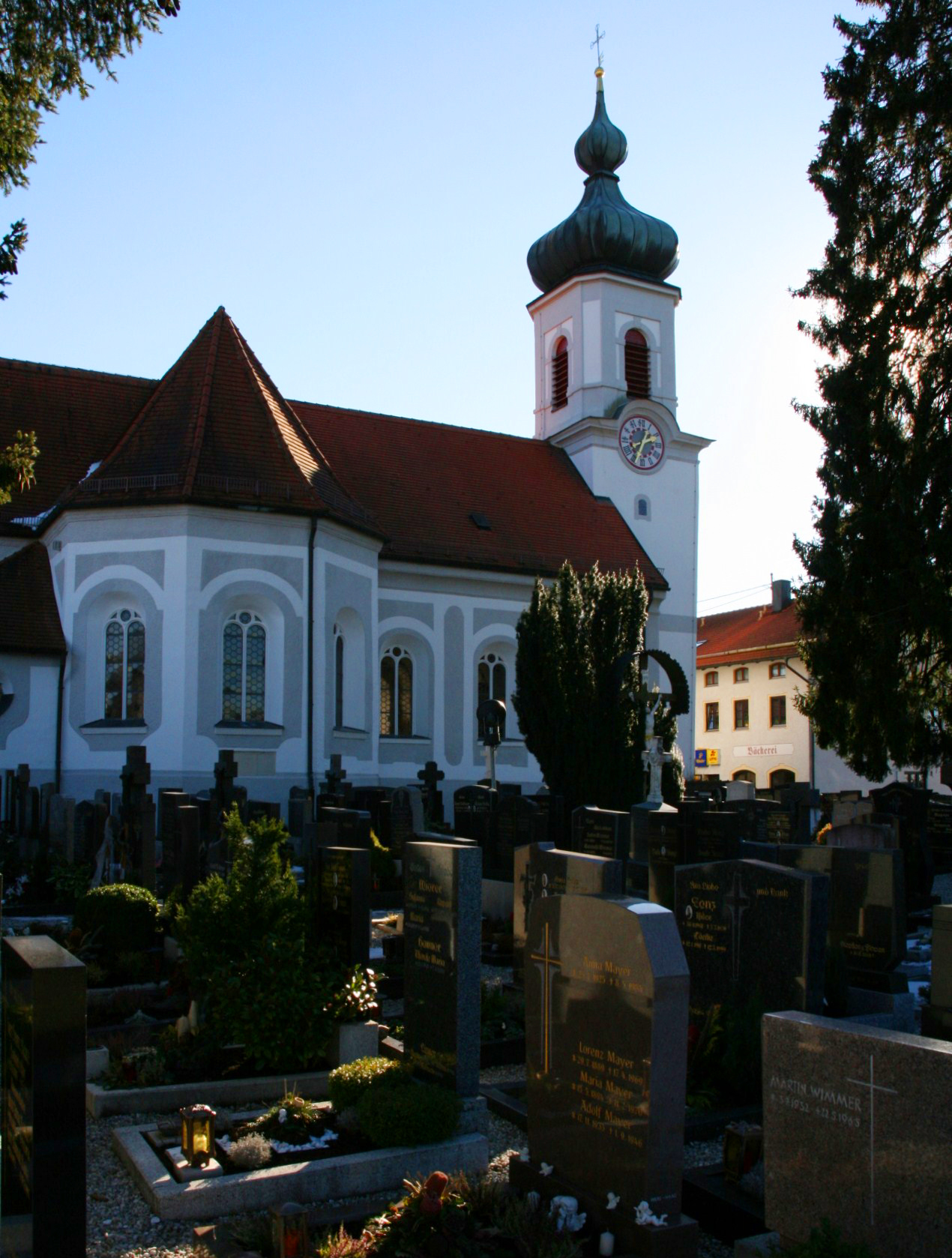